# Primera División de México 1987-88
La Temporada 1987-88 fue la edición XLVII del campeonato de liga de la Primera División en la denominada "época profesional" del fútbol mexicano; Comenzó el 4 de septiembre y finalizó el 3 de julio. América conquistó su cuarto título de la década, haciéndolo por cuarta ocasión, en la era de la fase final, como líder general de la competencia (antes lo logró en 1970-71, 1975-76, 1983-84) y por cuarta vez luego de cambiar de director técnico durante el torneo (Jorge Vieira sustituyó a Cayetano Rodríguez). En la final enfrentó de nueva cuenta a los Pumas de la UNAM, a quien venció con global de 4-2 (0-1 en la ida, 4-1 en la vuelta).
Ascendió, debutó y descendió en esta campaña Correcaminos de la UAT, quien como campeón de la Segunda División remplazó a los descendidos León y Cobras de Querétaro (recordar que la campaña 1986-87 se jugó con 21 equipos, habiendo doble descenso); sin embargo conservó su sitio al comprar la franquicia de Coyotes Neza.

## Sistema de competencia
Los veinte participantes fueron divididos en cuatro grupos de cinco equipos cada uno; todos disputan la fase regular bajo un sistema de liga, es decir, todos contra todos a visita recíproca; con un criterio de puntuación que otorga dos unidades por victoria, una por empate y cero por derrota. 
Clasifican a la disputa de la fase final por el título, el primer y segundo lugar de cada grupo (sin importar su ubicación en la tabla general). Los equipos clasificados son ubicados del 1 al 8 en duelos cruzados (es decir 1 vs 8, 2 vs 7, 3 vs 6 y 4 vs 5), se enfrentaban en rondas ida-vuelta o eliminación directa. 
La definición de los partidos de fase final tomarían como criterio el "Gol de visitante", es decir el equipo que en la serie ida y vuelta anotara más goles en calidad de visitante. Se procedía a tiempo extra y tiros penales en caso de tener la misma cantidad de goles en ambos partidos; los goles en tiempo extra no eran válidos para el criterio de gol de visitante, en virtud de la justicia deportiva que debía imperar, ya que en una serie a visita recíproca, solo los juegos de vuelta tienen tiempos extras. 
En la definición del descenso, el club con menos puntos descendería automáticamente a segunda división y considerando los criterios de desempate de la fase regular.
Los criterios de desempate para definir todas las posiciones serían la Diferencia de goles entre tantos anotados y los recibidos, después se consideraría el gol average o promedio de goles y finalmente la cantidad de goles anotados.

## Equipos participantes

### Ascensos y descensos
| Pos | Ascendido de la Segunda División 1986-87 |
| --- | ---------------------------------------- |
| 12º | Correcaminos U.A.T.                      |

| Pos | Descendidos en la Primera División 1986-87 |
| --- | ------------------------------------------ |
| 21° | León                                       |
| 20° | Cobras de Querétaro                        |

### Equipos por Entidad Federativa
En la temporada 1987-1988 jugaron 20 equipos que se distribuían de la siguiente manera:
| Monterrey Tigres Tampico Madero UAT A. Potosino Morelia U de G Atlas Guadalajara U.A.G Irapuato Necaxa Puebla Neza Toluca América Cruz Azul Atlante UNAM | \| Entidad Federativa \| N.º \| Equipos \| \| ------------------ \| --- \| ------------------------------------------ \| \| Distrito Federal \| 5 \| América, Atlante, Cruz Azul, Necaxa y UNAM \| \| Jalisco \| 4 \| Atlas, Guadalajara, UAG y U de G \| \| Nuevo León \| 2 \| Monterrey y UANL \| \| Estado de México \| 2 \| Toluca y Neza \| \| Puebla \| 2 \| Puebla y Ángeles \| \| Tamaulipas \| 2 \| Tampico Madero y UAT \| \| Guanajuato \| 1 \| Irapuato \| \| San Luis Potosí \| 1 \| Atlético Potosino \| \| Michoacán \| 1 \| Morelia \| |                                            |
| Entidad Federativa | N.º | Equipos                                    |
| Distrito Federal | 5 | América, Atlante, Cruz Azul, Necaxa y UNAM |
| Jalisco | 4 | Atlas, Guadalajara, UAG y U de G           |
| Nuevo León | 2 | Monterrey y UANL                           |
| Estado de México | 2 | Toluca y Neza                              |
| Puebla | 2 | Puebla y Ángeles                           |
| Tamaulipas | 2 | Tampico Madero y UAT                       |
| Guanajuato | 1 | Irapuato                                   |
| San Luis Potosí | 1 | Atlético Potosino                          |
| Michoacán | 1 | Morelia                                    |

### Información sobre los equipos participantes
| Equipo                     | Sede                                    | Estadio                |
| -------------------------- | --------------------------------------- | ---------------------- |
| América                    | Ciudad de México                        | Azteca                 |
| Ángeles de Puebla          | Puebla, Puebla                          | Cuauhtémoc             |
| Atlante                    | Ciudad de México                        | Azulgrana              |
| Atlas                      | Guadalajara, Jalisco                    | Jalisco                |
| Atlético Morelia           | Morelia, Michoacán                      | Venustiano Carranza    |
| Atlético Potosino          | San Luis Potosí, San Luis Potosí        | Plan de San Luis       |
| Cruz Azul                  | Ciudad de México                        | Azteca                 |
| Guadalajara                | Guadalajara, Jalisco                    | Jalisco                |
| Irapuato                   | Irapuato, Guanajuato                    | Irapuato               |
| Monterrey                  | Monterrey, Nuevo León                   | Tecnológico            |
| Necaxa                     | Ciudad de México                        | Azteca                 |
| Neza                       | Ciudad Nezahualcóyotl, Estado de México | Neza 86                |
| Puebla                     | Puebla, Puebla                          | Cuauhtémoc             |
| Tampico Madero             | Tampico, Tamaulipas                     | Tamaulipas             |
| Tecos UAG                  | Zapopan, Jalisco                        | Tres de Marzo          |
| Tigres UANL                | Monterrey, Nuevo León                   | Universitario de N.L.  |
| Toluca                     | Toluca, México                          | Toluca 70' 86'         |
| Correcaminos UAT           | Ciudad Victoria, Tamaulipas             | Marte R. Gómez         |
| Universidad de Guadalajara | Guadalajara, Jalisco                    | Jalisco                |
| UNAM                       | Ciudad de México                        | Olímpico Universitario |

## Torneo Regular
Los 20 equipos fueron divididos en 4 grupos de 5 miembros cada uno. Jugaron todos contra todos a visita recíproca; al final de las 38 jornadas de fase regular, los 2 primeros lugares de cada grupo clasificaron a la liguilla por el título. Mientras que el último lugar de la tabla general descendería a la Segunda División.

## Tabla general
| Pos. | Equipo               | Pts. | PJ | G  | E  | P  | GF | GC | Dif. | Clasificación                   |
| ---- | -------------------- | ---- | -- | -- | -- | -- | -- | -- | ---- | ------------------------------- |
| 1    | América (C)          | 55   | 38 | 24 | 7  | 7  | 86 | 39 | +47  | Cuartos de final de la liguilla |
| 2    | U de G               | 50   | 38 | 20 | 10 | 8  | 77 | 48 | +29  | Cuartos de final de la liguilla |
| 3    | Guadalajara          | 46   | 38 | 17 | 12 | 9  | 54 | 35 | +19  | Cuartos de final de la liguilla |
| 4    | Tecos UAG            | 46   | 38 | 18 | 10 | 10 | 59 | 41 | +18  | Cuartos de final de la liguilla |
| 5    | UNAM                 | 45   | 38 | 15 | 15 | 8  | 82 | 55 | +27  | Cuartos de final de la liguilla |
| 6    | Atlético Morelia     | 41   | 38 | 14 | 13 | 11 | 58 | 43 | +15  | Cuartos de final de la liguilla |
| 7    | Atlante              | 40   | 38 | 15 | 10 | 13 | 68 | 62 | +6   |                                 |
| 8    | Cruz Azul            | 40   | 38 | 14 | 12 | 12 | 58 | 56 | +2   |                                 |
| 9    | Toluca               | 39   | 38 | 16 | 7  | 15 | 49 | 50 | −1   | Cuartos de final de la liguilla |
| 10   | Puebla               | 38   | 38 | 13 | 12 | 13 | 58 | 51 | +7   | Cuartos de final de la liguilla |
| 11   | Necaxa               | 37   | 38 | 12 | 13 | 13 | 49 | 64 | −15  |                                 |
| 12   | Coyotes Neza         | 35   | 38 | 12 | 11 | 15 | 46 | 60 | −14  |                                 |
| 13   | Atlas                | 34   | 38 | 11 | 12 | 15 | 62 | 71 | −9   |                                 |
| 14   | Tampico Madero       | 32   | 38 | 7  | 18 | 13 | 50 | 62 | −12  |                                 |
| 15   | Tigres               | 32   | 38 | 12 | 8  | 18 | 51 | 65 | −14  |                                 |
| 16   | Monterrey            | 31   | 38 | 9  | 13 | 16 | 55 | 65 | −10  |                                 |
| 17   | Irapuato             | 31   | 38 | 12 | 7  | 19 | 40 | 67 | −27  |                                 |
| 18   | Ángeles de Puebla    | 30   | 38 | 9  | 12 | 17 | 57 | 79 | −22  |                                 |
| 19   | Atlético Potosino    | 29   | 38 | 7  | 15 | 16 | 34 | 55 | −21  |                                 |
| 20   | Correcaminos UAT (D) | 29   | 38 | 10 | 9  | 19 | 39 | 64 | −25  | Descenso de categoría           |

 Fuente: RSSSF
Notas:
1. ↑  Correcaminos UAT se mantuvo en Primera División al comprar la franquicia de Coyotes Neza.

### Grupos

#### Grupo 1
| Pos. | Equipo            | Pts. | PJ | G  | E  | P  | GF | GC | Dif. | Clasificación                   |
| ---- | ----------------- | ---- | -- | -- | -- | -- | -- | -- | ---- | ------------------------------- |
| 1    | Guadalajara       | 46   | 38 | 17 | 12 | 9  | 54 | 35 | +19  | Cuartos de final de la liguilla |
| 2    | UNAM              | 45   | 38 | 15 | 15 | 8  | 82 | 55 | +27  | Cuartos de final de la liguilla |
| 3    | Atlante           | 40   | 38 | 15 | 10 | 13 | 68 | 62 | +6   |                                 |
| 4    | Tampico Madero    | 32   | 38 | 7  | 18 | 13 | 50 | 62 | −12  |                                 |
| 5    | Ángeles de Puebla | 30   | 38 | 9  | 12 | 17 | 57 | 79 | −22  |                                 |

 Fuente: RSSSF

#### Grupos 2
| Pos. | Equipo            | Pts. | PJ | G  | E  | P  | GF | GC | Dif. | Clasificación                   |
| ---- | ----------------- | ---- | -- | -- | -- | -- | -- | -- | ---- | ------------------------------- |
| 1    | U de G            | 50   | 38 | 20 | 10 | 8  | 77 | 48 | +29  | Cuartos de final de la liguilla |
| 2    | Tecos UAG         | 46   | 38 | 18 | 10 | 10 | 59 | 41 | +18  | Cuartos de final de la liguilla |
| 3    | Cruz Azul         | 40   | 38 | 14 | 12 | 12 | 58 | 56 | +2   |                                 |
| 4    | Atlas             | 34   | 38 | 11 | 12 | 15 | 62 | 71 | −9   |                                 |
| 5    | Atlético Potosino | 29   | 38 | 7  | 15 | 16 | 34 | 55 | −21  |                                 |

 Fuente: RSSSF

#### Grupo 3
| Pos. | Equipo       | Pts. | PJ | G  | E  | P  | GF | GC | Dif. | Clasificación                   |
| ---- | ------------ | ---- | -- | -- | -- | -- | -- | -- | ---- | ------------------------------- |
| 1    | América (C)  | 55   | 38 | 24 | 7  | 7  | 86 | 39 | +47  | Cuartos de final de la liguilla |
| 2    | Puebla       | 38   | 38 | 13 | 12 | 13 | 58 | 51 | +7   | Cuartos de final de la liguilla |
| 3    | Necaxa       | 37   | 38 | 12 | 13 | 13 | 49 | 64 | −15  |                                 |
| 4    | Coyotes Neza | 24   | 27 | 12 | 0  | 15 | 46 | 60 | −14  |                                 |
| 5    | Irapuato     | 31   | 38 | 12 | 7  | 19 | 40 | 67 | −27  |                                 |

 Fuente: RSSSF

#### Grupo 4
| Pos. | Equipo               | Pts. | PJ | G  | E  | P  | GF | GC | Dif. | Clasificación                   |
| ---- | -------------------- | ---- | -- | -- | -- | -- | -- | -- | ---- | ------------------------------- |
| 1    | Atlético Morelia     | 41   | 38 | 14 | 13 | 11 | 58 | 43 | +15  | Cuartos de final de la liguilla |
| 2    | Toluca               | 39   | 38 | 16 | 7  | 15 | 49 | 50 | −1   | Cuartos de final de la liguilla |
| 3    | Tigres               | 32   | 38 | 12 | 8  | 18 | 51 | 65 | −14  |                                 |
| 4    | Monterrey            | 31   | 38 | 9  | 13 | 16 | 55 | 65 | −10  |                                 |
| 5    | Correcaminos UAT (D) | 29   | 38 | 10 | 9  | 19 | 39 | 64 | −25  | Descenso de categoría           |

 Fuente: RSSSF

### Resultados
| Local \ Visitante | AME | ANG | ATT | ATS | APO | CAZ | GDL | IRA | MTY | MOR | NEC | NEZ | PUE | TAM | TOL | UAG | UNL | UAT | UDG | UNM |
| ----------------- | --- | --- | --- | --- | --- | --- | --- | --- | --- | --- | --- | --- | --- | --- | --- | --- | --- | --- | --- | --- |
| América           | —   | 2–2 | 4–5 | 3–0 | 3–0 | 2–2 | 1–0 | 5–0 | 4–0 | 4–1 | 1–1 | 3–0 | 2–1 | 1–0 | 0–2 | 2–0 | 6–3 | 3–0 | 1–0 | 2–2 |
| Ángeles de Puebla | 0–3 | —   | 1–4 | 2–1 | 3–2 | 1–1 | 1–1 | 1–0 | 2–2 | 0–2 | 5–3 | 1–1 | 3–3 | 2–1 | 3–0 | 1–3 | 3–2 | 1–1 | 2–0 | 2–3 |
| Atlante           | 0–1 | 0–2 | —   | 2–1 | 3–3 | 2–3 | 2–1 | 4–1 | 1–1 | 0–0 | 1–2 | 3–3 | 3–0 | 3–1 | 2–2 | 3–0 | 4–1 | 2–0 | 1–0 | 1–2 |
| Atlas             | 2–2 | 5–3 | 4–1 | —   | 3–3 | 2–1 | 1–1 | 3–1 | 1–3 | 1–0 | 2–2 | 4–0 | 1–0 | 3–1 | 2–0 | 0–2 | 3–0 | 1–1 | 1–3 | 1–3 |
| Atlético Potosino | 1–1 | 1–1 | 0–0 | 1–1 | —   | 1–2 | 0–2 | 1–0 | 2–0 | 1–0 | 0–2 | 1–2 | 1–0 | 1–1 | 1–0 | 3–3 | 0–0 | 1–0 | 0–2 | 0–0 |
| Cruz Azul         | 2–4 | 0–0 | 1–2 | 3–1 | 3–1 | —   | 1–2 | 4–1 | 2–0 | 3–0 | 2–1 | 2–2 | 1–0 | 1–0 | 1–2 | 2–1 | 2–1 | 0–0 | 1–1 | 1–1 |
| Guadalajara       | 3–2 | 2–1 | 0–0 | 3–1 | 2–0 | 0–2 | —   | 3–0 | 4–1 | 1–1 | 0–0 | 1–0 | 1–0 | 5–1 | 0–0 | 3–3 | 2–1 | 3–1 | 1–2 | 0–0 |
| Irapuato          | 1–0 | 2–2 | 3–1 | 3–1 | 3–1 | 2–1 | 0–3 | —   | 1–0 | 0–0 | 1–3 | 1–1 | 1–2 | 2–1 | 2–0 | 0–0 | 2–1 | 2–0 | 0–1 | 0–0 |
| Monterrey         | 1–2 | 1–1 | 1–2 | 5–2 | 1–1 | 3–2 | 0–1 | 1–3 | —   | 1–1 | 0–0 | 4–0 | 3–4 | 1–1 | 2–0 | 2–2 | 2–1 | 4–2 | 1–1 | 3–1 |
| Morelia           | 0–2 | 5–0 | 3–0 | 6–0 | 3–0 | 2–2 | 1–1 | 2–0 | 0–2 | —   | 3–4 | 0–1 | 2–1 | 3–0 | 0–0 | 0–0 | 0–0 | 1–0 | 2–1 | 3–2 |
| Necaxa            | 1–3 | 4–3 | 3–2 | 2–5 | 2–2 | 0–0 | 0–0 | 2–0 | 1–1 | 1–1 | —   | 1–0 | 0–1 | 1–1 | 0–4 | 0–2 | 2–1 | 2–0 | 1–3 | 2–4 |
| Neza              | 0–2 | 2–1 | 2–1 | 0–0 | 2–1 | 2–0 | 1–1 | 5–0 | 1–0 | 3–2 | 0–0 | —   | 1–1 | 3–3 | 2–0 | 2–4 | 2–4 | 2–0 | 1–1 | 0–4 |
| Puebla            | 0–2 | 2–0 | 1–1 | 4–2 | 1–1 | 2–0 | 4–2 | 0–0 | 1–0 | 3–1 | 6–1 | 2–1 | —   | 1–1 | 2–2 | 2–2 | 4–0 | 2–1 | 1–2 | 2–2 |
| Tampico Madero    | 1–0 | 4–2 | 2–2 | 1–1 | 1–1 | 3–1 | 2–2 | 2–1 | 2–2 | 2–1 | 0–0 | 4–1 | 2–2 | —   | 1–2 | 1–1 | 1–4 | 0–0 | 0–1 | 1–1 |
| Toluca            | 1–3 | 3–1 | 1–2 | 2–1 | 1–0 | 1–1 | 0–1 | 1–1 | 2–1 | 0–2 | 4–1 | 2–1 | 1–0 | 2–0 | —   | 1–0 | 3–0 | 2–0 | 1–3 | 3–2 |
| Tecos UAG         | 1–0 | 2–0 | 2–1 | 2–0 | 0–0 | 4–1 | 1–0 | 3–1 | 0–0 | 0–1 | 0–1 | 3–1 | 2–1 | 0–1 | 2–1 | —   | 3–0 | 4–1 | 1–1 | 3–1 |
| Tigres UANL       | 1–1 | 3–0 | 2–1 | 1–1 | 3–1 | 1–1 | 1–2 | 0–1 | 2–1 | 1–1 | 0–1 | 1–0 | 0–0 | 3–2 | 2–2 | 2–0 | —   | 3–0 | 1–0 | 2–1 |
| Correcaminos UAT  | 2–4 | 2–1 | 1–3 | 0–0 | 0–1 | 2–2 | 1–0 | 2–1 | 3–2 | 1–1 | 3–1 | 0–1 | 2–0 | 1–1 | 1–0 | 1–0 | 4–1 | —   | 2–5 | 3–1 |
| U. de G.          | 2–1 | 3–0 | 2–2 | 1–1 | 1–0 | 5–2 | 1–0 | 6–2 | 3–3 | 3–5 | 2–0 | 2–0 | 2–0 | 3–3 | 4–0 | 2–3 | 3–1 | 1–1 | —   | 1–1 |
| UNAM              | 1–4 | 3–3 | 5–1 | 3–3 | 3–0 | 1–2 | 1–0 | 4–1 | 6–0 | 2–2 | 1–1 | 0–0 | 2–2 | 1–1 | 3–1 | 2–0 | 3–1 | 5–0 | 5–3 | —   |

## Liguilla
|  | Cuartos de final                                                 | Cuartos de final                                                 | Cuartos de final                                                 | Cuartos de final                                                 | Cuartos de final                                                 |   |       | Semifinales                                            | Semifinales                                            | Semifinales                                            | Semifinales                                            | Semifinales                                            |  |   | Final                                                 | Final                                                 | Final                                                 | Final                                                 | Final                                                 |  |
|  | 15 y 16 de junio de 1988 (ida) 18 y 19 de junio de 1988 (vuelta) | 15 y 16 de junio de 1988 (ida) 18 y 19 de junio de 1988 (vuelta) | 15 y 16 de junio de 1988 (ida) 18 y 19 de junio de 1988 (vuelta) | 15 y 16 de junio de 1988 (ida) 18 y 19 de junio de 1988 (vuelta) | 15 y 16 de junio de 1988 (ida) 18 y 19 de junio de 1988 (vuelta) |   |       | 23 de junio de 1988 (ida) 26 de junio de 1988 (vuelta) | 23 de junio de 1988 (ida) 26 de junio de 1988 (vuelta) | 23 de junio de 1988 (ida) 26 de junio de 1988 (vuelta) | 23 de junio de 1988 (ida) 26 de junio de 1988 (vuelta) | 23 de junio de 1988 (ida) 26 de junio de 1988 (vuelta) |  |   | 30 de junio de 1988 (ida) 3 de julio de 1988 (vuelta) | 30 de junio de 1988 (ida) 3 de julio de 1988 (vuelta) | 30 de junio de 1988 (ida) 3 de julio de 1988 (vuelta) | 30 de junio de 1988 (ida) 3 de julio de 1988 (vuelta) | 30 de junio de 1988 (ida) 3 de julio de 1988 (vuelta) |  |
|  |                                                                  |                                                                  |                                                                  |                                                                  |                                                                  |   |       |                                                        |                                                        |                                                        |                                                        |                                                        |  |   |                                                       |                                                       |                                                       |                                                       |                                                       |  |
|  |                                                                  |                                                                  |                                                                  |                                                                  |                                                                  |   |       |                                                        |                                                        |                                                        |                                                        |                                                        |  |   |                                                       |                                                       |                                                       |                                                       |                                                       |  |
|  | 1                                                                | América                                                          | 2                                                                | 4                                                                | 6                                                                |   |       |                                                        |                                                        |                                                        |                                                        |                                                        |  |   |                                                       |                                                       |                                                       |                                                       |                                                       |  |
|  | 1                                                                | América                                                          | 2                                                                | 4                                                                | 6                                                                |   |       |                                                        |                                                        |                                                        |                                                        |                                                        |  |   |                                                       |                                                       |                                                       |                                                       |                                                       |  |
|  | 10                                                               | Puebla                                                           | 2                                                                | 0                                                                | 2                                                                |   |       |                                                        |                                                        |                                                        |                                                        |                                                        |  |   |                                                       |                                                       |                                                       |                                                       |                                                       |  |
|  | 10                                                               | Puebla                                                           | 2                                                                | 0                                                                | 2                                                                |   | 1     | América (p.)                                           | 2                                                      | 3                                                      | 5 (3)                                                  |                                                        |  |   |                                                       |                                                       |                                                       |                                                       |                                                       |  |
|  |                                                                  |                                                                  |                                                                  |                                                                  |                                                                  |   | 1     | América (p.)                                           | 2                                                      | 3                                                      | 5 (3)                                                  |                                                        |  |   |                                                       |                                                       |                                                       |                                                       |                                                       |  |
|  |                                                                  |                                                                  | 6                                                                | Atlético Morelia                                                 | 2                                                                | 3 | 5 (1) |                                                        |                                                        |                                                        |                                                        |                                                        |  |   |                                                       |                                                       |                                                       |                                                       |                                                       |  |
|  | 3                                                                | Guadalajara                                                      | 6                                                                | Atlético Morelia                                                 | 2                                                                | 3 | 5 (1) | 0                                                      | 1                                                      | 1                                                      |                                                        |                                                        |  |   |                                                       |                                                       |                                                       |                                                       |                                                       |  |
|  | 3                                                                | Guadalajara                                                      |                                                                  |                                                                  |                                                                  |   |       |                                                        |                                                        | 1                                                      |                                                        |                                                        |  |   |                                                       |                                                       |                                                       |                                                       |                                                       |  |
|  | 6                                                                | Atlético Morelia                                                 | 1                                                                | 2                                                                | 3                                                                |   |       |                                                        |                                                        |                                                        |                                                        |                                                        |  |   |                                                       |                                                       |                                                       |                                                       |                                                       |  |
|  | 6                                                                | Atlético Morelia                                                 | 1                                                                | 2                                                                | 3                                                                |   |       |                                                        |                                                        |                                                        |                                                        |                                                        |  | 1 | América                                               | 0                                                     | 4                                                     | 4                                                     |                                                       |  |
|  |                                                                  |                                                                  |                                                                  |                                                                  |                                                                  |   |       |                                                        |                                                        |                                                        |                                                        |                                                        |  | 1 | América                                               | 0                                                     | 4                                                     | 4                                                     |                                                       |  |
|  |                                                                  |                                                                  | 5                                                                | UNAM                                                             | 1                                                                | 1 | 2     |                                                        |                                                        |                                                        |                                                        |                                                        |  |   |                                                       |                                                       |                                                       |                                                       |                                                       |  |
|  | 2                                                                | U de G                                                           | 5                                                                | UNAM                                                             | 1                                                                | 1 | 2     | 1                                                      | 1                                                      | 2                                                      |                                                        |                                                        |  |   |                                                       |                                                       |                                                       |                                                       |                                                       |  |
|  | 2                                                                | U de G                                                           |                                                                  |                                                                  |                                                                  |   |       |                                                        |                                                        | 2                                                      |                                                        |                                                        |  |   |                                                       |                                                       |                                                       |                                                       |                                                       |  |
|  | 9                                                                | Toluca                                                           | 0                                                                | 0                                                                | 0                                                                |   |       |                                                        |                                                        |                                                        |                                                        |                                                        |  |   |                                                       |                                                       |                                                       |                                                       |                                                       |  |
|  | 9                                                                | Toluca                                                           | 0                                                                | 0                                                                | 0                                                                |   | 2     | U de G                                                 | 2                                                      | 1                                                      | 3                                                      |                                                        |  |   |                                                       |                                                       |                                                       |                                                       |                                                       |  |
|  |                                                                  |                                                                  |                                                                  |                                                                  |                                                                  |   | 2     | U de G                                                 | 2                                                      | 1                                                      | 3                                                      |                                                        |  |   |                                                       |                                                       |                                                       |                                                       |                                                       |  |
|  |                                                                  |                                                                  | 5                                                                | UNAM                                                             | 2                                                                | 2 | 4     |                                                        |                                                        |                                                        |                                                        |                                                        |  |   |                                                       |                                                       |                                                       |                                                       |                                                       |  |
|  | 4                                                                | Tecos UAG                                                        | 5                                                                | UNAM                                                             | 2                                                                | 2 | 4     | 1                                                      | 0                                                      | 1                                                      |                                                        |                                                        |  |   |                                                       |                                                       |                                                       |                                                       |                                                       |  |
|  | 4                                                                | Tecos UAG                                                        |                                                                  |                                                                  |                                                                  |   |       |                                                        |                                                        | 1                                                      |                                                        |                                                        |  |   |                                                       |                                                       |                                                       |                                                       |                                                       |  |
|  | 5                                                                | UNAM                                                             | 4                                                                | 2                                                                | 6                                                                |   |       |                                                        |                                                        |                                                        |                                                        |                                                        |  |   |                                                       |                                                       |                                                       |                                                       |                                                       |  |
|  | 5                                                                | UNAM                                                             | 4                                                                | 2                                                                | 6                                                                |   |       |                                                        |                                                        |                                                        |                                                        |                                                        |  |   |                                                       |                                                       |                                                       |                                                       |                                                       |  |
|  |                                                                  |                                                                  |                                                                  |                                                                  |                                                                  |   |       |                                                        |                                                        |                                                        |                                                        |                                                        |  |   |                                                       |                                                       |                                                       |                                                       |                                                       |  |

### Final - Ida
| 25    | POR   | Adolfo Ríos         |     |
| 3     | DEF   | Horacio Esquivel    |     |
| 2     | DEF   | Abraham Nava        |     |
| 4     | DEF   | José Luis Salgado   |     |
| 17    | DEF   | Raúl Servín         |     |
| 7     | MED   | Miguel España       |     |
| 8     | MED   | Alberto García-Aspe |     |
| 22    | MED   | Manuel Negrete      |     |
| 9     | DEL   | David Patiño        |     |
| 10    | DEL   | Luis Flores         | 45' |
| 11    | DEL   | Germán Tello        | 85' |
| D. T. | D. T. | Héctor Sanabria     |     |

| 1     | POR   | Adrián Chávez         |     |
| 5     | DEF   | Guillermo Naranjo     |     |
| 3     | DEF   | Guillermo Huerta      |     |
| 4     | DEF   | Alfredo Tena          |     |
| 20    | DEF   | Efraín Herrera        |     |
| 11    | MED   | Cristóbal Ortega      |     |
| 9     | MED   | Roberto Alderete      | 45' |
| 7     | MED   | Gonzalo Farfán        |     |
| 13    | MED   | Antonio Carlos Santos | 59' |
| 27    | DEL   | Carlos Hermosillo     |     |
| 17    | DEL   | Zaguinho              |     |
| D. T. | D. T. | Jorge Vieira          |     |

| 6  | Centrocampista | Guillermo Vázquez   | 45' |
| 12 | Delantero      | Luis García Postigo | 85' |

| 9  | Centrocampista | Adrián Camacho     | 45' |
| 10 | Delantero      | Robinson Hernández | 59' |

| 29' | Luis Flores Ocaranza | : |

|  |  | : |

| Amonestado · Amonestado | ? |

| Amonestado · Amonestado | ? |

| Expulsado · Otorgado · Expulsado | ? |

| Principal  | Marco Antonio Dorantes |
| Asistentes | José Antonio Garza     |
|            | David Espinoza         |
| Cuarto     | ?                      |

|                    | [[Archivo:\|border\|30px]] |   |
| Tiros              | -                          | - |
| Tiros a puerta     | -                          | - |
| Faltas             | -                          | - |
| Saques de esquina  | -                          | - |
| Penaltis           | -                          | - |
| Fueras de juego    | -                          | - |
| Posesión del balón | %                          | % |

| Alineación inicial |

| 25    | POR   | Adolfo Ríos         |     |
| 3     | DEF   | Horacio Esquivel    |     |
| 2     | DEF   | Abraham Nava        |     |
| 4     | DEF   | José Luis Salgado   |     |
| 17    | DEF   | Raúl Servín         |     |
| 7     | MED   | Miguel España       |     |
| 8     | MED   | Alberto García-Aspe |     |
| 22    | MED   | Manuel Negrete      |     |
| 9     | DEL   | David Patiño        |     |
| 10    | DEL   | Luis Flores         | 45' |
| 11    | DEL   | Germán Tello        | 85' |
| D. T. | D. T. | Héctor Sanabria     |     |

| 1     | POR   | Adrián Chávez         |     |
| 5     | DEF   | Guillermo Naranjo     |     |
| 3     | DEF   | Guillermo Huerta      |     |
| 4     | DEF   | Alfredo Tena          |     |
| 20    | DEF   | Efraín Herrera        |     |
| 11    | MED   | Cristóbal Ortega      |     |
| 9     | MED   | Roberto Alderete      | 45' |
| 7     | MED   | Gonzalo Farfán        |     |
| 13    | MED   | Antonio Carlos Santos | 59' |
| 27    | DEL   | Carlos Hermosillo     |     |
| 17    | DEL   | Zaguinho              |     |
| D. T. | D. T. | Jorge Vieira          |     |

| 6  | Centrocampista | Guillermo Vázquez   | 45' |
| 12 | Delantero      | Luis García Postigo | 85' |

| 9  | Centrocampista | Adrián Camacho     | 45' |
| 10 | Delantero      | Robinson Hernández | 59' |

| 29' | Luis Flores Ocaranza | : |

|  |  | : |

| Amonestado · Amonestado | ? |

| Amonestado · Amonestado | ? |

| Expulsado · Otorgado · Expulsado | ? |

| Principal  | Marco Antonio Dorantes |
| Asistentes | José Antonio Garza     |
|            | David Espinoza         |
| Cuarto     | ?                      |

|                    | [[Archivo:\|border\|30px]] |   |
| Tiros              | -                          | - |
| Tiros a puerta     | -                          | - |
| Faltas             | -                          | - |
| Saques de esquina  | -                          | - |
| Penaltis           | -                          | - |
| Fueras de juego    | -                          | - |
| Posesión del balón | %                          | % |

| Alineación inicial |

| 25    | POR   | Adolfo Ríos         |     |
| 3     | DEF   | Horacio Esquivel    |     |
| 2     | DEF   | Abraham Nava        |     |
| 4     | DEF   | José Luis Salgado   |     |
| 17    | DEF   | Raúl Servín         |     |
| 7     | MED   | Miguel España       |     |
| 8     | MED   | Alberto García-Aspe |     |
| 22    | MED   | Manuel Negrete      |     |
| 9     | DEL   | David Patiño        |     |
| 10    | DEL   | Luis Flores         | 45' |
| 11    | DEL   | Germán Tello        | 85' |
| D. T. | D. T. | Héctor Sanabria     |     |

| 1     | POR   | Adrián Chávez         |     |
| 5     | DEF   | Guillermo Naranjo     |     |
| 3     | DEF   | Guillermo Huerta      |     |
| 4     | DEF   | Alfredo Tena          |     |
| 20    | DEF   | Efraín Herrera        |     |
| 11    | MED   | Cristóbal Ortega      |     |
| 9     | MED   | Roberto Alderete      | 45' |
| 7     | MED   | Gonzalo Farfán        |     |
| 13    | MED   | Antonio Carlos Santos | 59' |
| 27    | DEL   | Carlos Hermosillo     |     |
| 17    | DEL   | Zaguinho              |     |
| D. T. | D. T. | Jorge Vieira          |     |

| 6  | Centrocampista | Guillermo Vázquez   | 45' |
| 12 | Delantero      | Luis García Postigo | 85' |

| 9  | Centrocampista | Adrián Camacho     | 45' |
| 10 | Delantero      | Robinson Hernández | 59' |

| 29' | Luis Flores Ocaranza | : |

|  |  | : |

| Amonestado · Amonestado | ? |

| Amonestado · Amonestado | ? |

| Expulsado · Otorgado · Expulsado | ? |

| Principal  | Marco Antonio Dorantes |
| Asistentes | José Antonio Garza     |
|            | David Espinoza         |
| Cuarto     | ?                      |

|                    | [[Archivo:\|border\|30px]] |   |
| Tiros              | -                          | - |
| Tiros a puerta     | -                          | - |
| Faltas             | -                          | - |
| Saques de esquina  | -                          | - |
| Penaltis           | -                          | - |
| Fueras de juego    | -                          | - |
| Posesión del balón | %                          | % |

| Alineación inicial |

| 25    | POR   | Adolfo Ríos         |     |
| 3     | DEF   | Horacio Esquivel    |     |
| 2     | DEF   | Abraham Nava        |     |
| 4     | DEF   | José Luis Salgado   |     |
| 17    | DEF   | Raúl Servín         |     |
| 7     | MED   | Miguel España       |     |
| 8     | MED   | Alberto García-Aspe |     |
| 22    | MED   | Manuel Negrete      |     |
| 9     | DEL   | David Patiño        |     |
| 10    | DEL   | Luis Flores         | 45' |
| 11    | DEL   | Germán Tello        | 85' |
| D. T. | D. T. | Héctor Sanabria     |     |

| 1     | POR   | Adrián Chávez         |     |
| 5     | DEF   | Guillermo Naranjo     |     |
| 3     | DEF   | Guillermo Huerta      |     |
| 4     | DEF   | Alfredo Tena          |     |
| 20    | DEF   | Efraín Herrera        |     |
| 11    | MED   | Cristóbal Ortega      |     |
| 9     | MED   | Roberto Alderete      | 45' |
| 7     | MED   | Gonzalo Farfán        |     |
| 13    | MED   | Antonio Carlos Santos | 59' |
| 27    | DEL   | Carlos Hermosillo     |     |
| 17    | DEL   | Zaguinho              |     |
| D. T. | D. T. | Jorge Vieira          |     |

| 6  | Centrocampista | Guillermo Vázquez   | 45' |
| 12 | Delantero      | Luis García Postigo | 85' |

| 9  | Centrocampista | Adrián Camacho     | 45' |
| 10 | Delantero      | Robinson Hernández | 59' |

| 29' | Luis Flores Ocaranza | : |

|  |  | : |

| Amonestado · Amonestado | ? |

| Amonestado · Amonestado | ? |

| Expulsado · Otorgado · Expulsado | ? |

| Principal  | Marco Antonio Dorantes |
| Asistentes | José Antonio Garza     |
|            | David Espinoza         |
| Cuarto     | ?                      |

|                    | [[Archivo:\|border\|30px]] |   |
| Tiros              | -                          | - |
| Tiros a puerta     | -                          | - |
| Faltas             | -                          | - |
| Saques de esquina  | -                          | - |
| Penaltis           | -                          | - |
| Fueras de juego    | -                          | - |
| Posesión del balón | %                          | % |

| Alineación inicial |

### Final - Vuelta
| 1     | POR   | Adrián Chávez         |     |
| 2     | DEF   | Manolo Rodríguez      |     |
| 3     | DEF   | Guillermo Huerta      |     |
| 4     | DEF   | Alfredo Tena          |     |
| 20    | DEF   | Efraín Herrera        |     |
| 11    | MED   | Cristóbal Ortega      |     |
| 7     | MED   | Gonzalo Farfán        |     |
| 9     | MED   | Adrián Camacho        | 57' |
| 13    | MED   | Antonio Carlos Santos |     |
| 27    | DEL   | Carlos Hermosillo     | 45' |
| 10    | DEL   | Robinson Hernández    |     |
| D. T. | D. T. | Jorge Vieira          |     |

| 25    | POR   | Adolfo Ríos         |     |
| 5     | DEF   | Horacio Esquivel    |     |
| 2     | DEF   | Abraham Nava        |     |
| 4     | DEF   | Jose Luis Salgado   | 65' |
| 17    | DEF   | Raúl Servín         |     |
| 6     | MED   | Miguel España       |     |
| 8     | MED   | Alberto García-Aspe | 30' |
| 22    | MED   | Manuel Negrete      |     |
| 9     | DEL   | David Patiño        |     |
| 10    | DEL   | Luis Flores         |     |
| 11    | DEL   | Germán Tello        |     |
| D. T. | D. T. | Héctor Sanabria     |     |

| 19 | Delantero      | Efraín Munguia   | 45' |
| 14 | Centrocampista | Roberto Alderete | 57' |

| 6  | Centrocampista | Guillermo Vázquez   | 30' |
| 12 | Delantero      | Luis García Postigo | 65' |

| 24' · 50' · 51' · 66' | Gonzalo Farfán Adrián Camacho Antonio Carlos Santos | : |

| 35' · | Luis Flores | : |

| Amonestado · Amonestado | ? |

| Amonestado · Amonestado | ? |

| Expulsado · Otorgado · Expulsado | ? |

| Principal  | Fermín Ramírez     |
| Asistentes | Maximiliano Couret |
|            | David Espinoza     |
| Cuarto     | ?                  |

|                    |   | [[Archivo:\|border\|30px]] |
| Tiros              | - | -                          |
| Tiros a puerta     | - | -                          |
| Faltas             | - | -                          |
| Saques de esquina  | - | -                          |
| Penaltis           | - | -                          |
| Fueras de juego    | - | -                          |
| Posesión del balón | % | %                          |

| Alineación inicial |

| 1     | POR   | Adrián Chávez         |     |
| 2     | DEF   | Manolo Rodríguez      |     |
| 3     | DEF   | Guillermo Huerta      |     |
| 4     | DEF   | Alfredo Tena          |     |
| 20    | DEF   | Efraín Herrera        |     |
| 11    | MED   | Cristóbal Ortega      |     |
| 7     | MED   | Gonzalo Farfán        |     |
| 9     | MED   | Adrián Camacho        | 57' |
| 13    | MED   | Antonio Carlos Santos |     |
| 27    | DEL   | Carlos Hermosillo     | 45' |
| 10    | DEL   | Robinson Hernández    |     |
| D. T. | D. T. | Jorge Vieira          |     |

| 25    | POR   | Adolfo Ríos         |     |
| 5     | DEF   | Horacio Esquivel    |     |
| 2     | DEF   | Abraham Nava        |     |
| 4     | DEF   | Jose Luis Salgado   | 65' |
| 17    | DEF   | Raúl Servín         |     |
| 6     | MED   | Miguel España       |     |
| 8     | MED   | Alberto García-Aspe | 30' |
| 22    | MED   | Manuel Negrete      |     |
| 9     | DEL   | David Patiño        |     |
| 10    | DEL   | Luis Flores         |     |
| 11    | DEL   | Germán Tello        |     |
| D. T. | D. T. | Héctor Sanabria     |     |

| 19 | Delantero      | Efraín Munguia   | 45' |
| 14 | Centrocampista | Roberto Alderete | 57' |

| 6  | Centrocampista | Guillermo Vázquez   | 30' |
| 12 | Delantero      | Luis García Postigo | 65' |

| 24' · 50' · 51' · 66' | Gonzalo Farfán Adrián Camacho Antonio Carlos Santos | : |

| 35' · | Luis Flores | : |

| Amonestado · Amonestado | ? |

| Amonestado · Amonestado | ? |

| Expulsado · Otorgado · Expulsado | ? |

| Principal  | Fermín Ramírez     |
| Asistentes | Maximiliano Couret |
|            | David Espinoza     |
| Cuarto     | ?                  |

|                    |   | [[Archivo:\|border\|30px]] |
| Tiros              | - | -                          |
| Tiros a puerta     | - | -                          |
| Faltas             | - | -                          |
| Saques de esquina  | - | -                          |
| Penaltis           | - | -                          |
| Fueras de juego    | - | -                          |
| Posesión del balón | % | %                          |

| Alineación inicial |

| 1     | POR   | Adrián Chávez         |     |
| 2     | DEF   | Manolo Rodríguez      |     |
| 3     | DEF   | Guillermo Huerta      |     |
| 4     | DEF   | Alfredo Tena          |     |
| 20    | DEF   | Efraín Herrera        |     |
| 11    | MED   | Cristóbal Ortega      |     |
| 7     | MED   | Gonzalo Farfán        |     |
| 9     | MED   | Adrián Camacho        | 57' |
| 13    | MED   | Antonio Carlos Santos |     |
| 27    | DEL   | Carlos Hermosillo     | 45' |
| 10    | DEL   | Robinson Hernández    |     |
| D. T. | D. T. | Jorge Vieira          |     |

| 25    | POR   | Adolfo Ríos         |     |
| 5     | DEF   | Horacio Esquivel    |     |
| 2     | DEF   | Abraham Nava        |     |
| 4     | DEF   | Jose Luis Salgado   | 65' |
| 17    | DEF   | Raúl Servín         |     |
| 6     | MED   | Miguel España       |     |
| 8     | MED   | Alberto García-Aspe | 30' |
| 22    | MED   | Manuel Negrete      |     |
| 9     | DEL   | David Patiño        |     |
| 10    | DEL   | Luis Flores         |     |
| 11    | DEL   | Germán Tello        |     |
| D. T. | D. T. | Héctor Sanabria     |     |

| 19 | Delantero      | Efraín Munguia   | 45' |
| 14 | Centrocampista | Roberto Alderete | 57' |

| 6  | Centrocampista | Guillermo Vázquez   | 30' |
| 12 | Delantero      | Luis García Postigo | 65' |

| 24' · 50' · 51' · 66' | Gonzalo Farfán Adrián Camacho Antonio Carlos Santos | : |

| 35' · | Luis Flores | : |

| Amonestado · Amonestado | ? |

| Amonestado · Amonestado | ? |

| Expulsado · Otorgado · Expulsado | ? |

| Principal  | Fermín Ramírez     |
| Asistentes | Maximiliano Couret |
|            | David Espinoza     |
| Cuarto     | ?                  |

|                    |   | [[Archivo:\|border\|30px]] |
| Tiros              | - | -                          |
| Tiros a puerta     | - | -                          |
| Faltas             | - | -                          |
| Saques de esquina  | - | -                          |
| Penaltis           | - | -                          |
| Fueras de juego    | - | -                          |
| Posesión del balón | % | %                          |

| Alineación inicial |

| 1     | POR   | Adrián Chávez         |     |
| 2     | DEF   | Manolo Rodríguez      |     |
| 3     | DEF   | Guillermo Huerta      |     |
| 4     | DEF   | Alfredo Tena          |     |
| 20    | DEF   | Efraín Herrera        |     |
| 11    | MED   | Cristóbal Ortega      |     |
| 7     | MED   | Gonzalo Farfán        |     |
| 9     | MED   | Adrián Camacho        | 57' |
| 13    | MED   | Antonio Carlos Santos |     |
| 27    | DEL   | Carlos Hermosillo     | 45' |
| 10    | DEL   | Robinson Hernández    |     |
| D. T. | D. T. | Jorge Vieira          |     |

| 25    | POR   | Adolfo Ríos         |     |
| 5     | DEF   | Horacio Esquivel    |     |
| 2     | DEF   | Abraham Nava        |     |
| 4     | DEF   | Jose Luis Salgado   | 65' |
| 17    | DEF   | Raúl Servín         |     |
| 6     | MED   | Miguel España       |     |
| 8     | MED   | Alberto García-Aspe | 30' |
| 22    | MED   | Manuel Negrete      |     |
| 9     | DEL   | David Patiño        |     |
| 10    | DEL   | Luis Flores         |     |
| 11    | DEL   | Germán Tello        |     |
| D. T. | D. T. | Héctor Sanabria     |     |

| 19 | Delantero      | Efraín Munguia   | 45' |
| 14 | Centrocampista | Roberto Alderete | 57' |

| 6  | Centrocampista | Guillermo Vázquez   | 30' |
| 12 | Delantero      | Luis García Postigo | 65' |

| 24' · 50' · 51' · 66' | Gonzalo Farfán Adrián Camacho Antonio Carlos Santos | : |

| 35' · | Luis Flores | : |

| Amonestado · Amonestado | ? |

| Amonestado · Amonestado | ? |

| Expulsado · Otorgado · Expulsado | ? |

| Principal  | Fermín Ramírez     |
| Asistentes | Maximiliano Couret |
|            | David Espinoza     |
| Cuarto     | ?                  |

|                    |   | [[Archivo:\|border\|30px]] |
| Tiros              | - | -                          |
| Tiros a puerta     | - | -                          |
| Faltas             | - | -                          |
| Saques de esquina  | - | -                          |
| Penaltis           | - | -                          |
| Fueras de juego    | - | -                          |
| Posesión del balón | % | %                          |

| Alineación inicial |

### Campeón
| Campeón Primera División 1987-88 |
| -------------------------------- |
|                                  |
| América                          |
| 7.mo título                      |